# 栃木県立鹿沼東高等学校
栃木県立鹿沼東高等学校（とちぎけんりつかぬまひがしこうとうがっこう）は、栃木県鹿沼市千渡に所在する公立の高等学校。

## 設置学科
- 普通科

## 特色
本校は旧上都賀学区（鹿沼市・日光市）の男女共学校。通称は鹿東高（かとうこう）またはカヒガシ、カヒ、KHと略されることもある。東高とも呼ばれる。校訓は「流汗悟道」。
男子バスケットボール部は県を代表する名門であり、全国大会にも度々顔を出している。

## 沿革
- 1983年（昭和58年）：開校
- 1987年（昭和62年）：東雲寮完成（2月）　プール完成（7月）
- 1989年（平成元年）：弓道場完成
- 1993年（平成5年）：創立10周年記念式典、中庭記念庭園完成
- 1996年（平成8年）：第2体育館完成
- 2002年（平成14年）：創立20周年記念式典
- 2012年（平成24年）：創立30周年記念式典

## 著名な卒業生
- 安藤久美子 - フリーアナウンサー、元岡山放送アナウンサー：1996年卒業
- 橘佳宏 - プロバスケットボール選手（つくばロボッツ所属）：2001年卒業
- 髙村成寿 - プロバスケットボール選手（レバンガ北海道所属）：2003年卒業
- 小池祥絵 - タレント
- 和久井秀俊 - プロサッカー選手（ノーメ・カリュFC所属）
- 金子剛 - サッカー選手（横河武蔵野FC）
- 櫻本あゆみ - 女子競艇選手：2006年卒業